# Ignazio Cassis

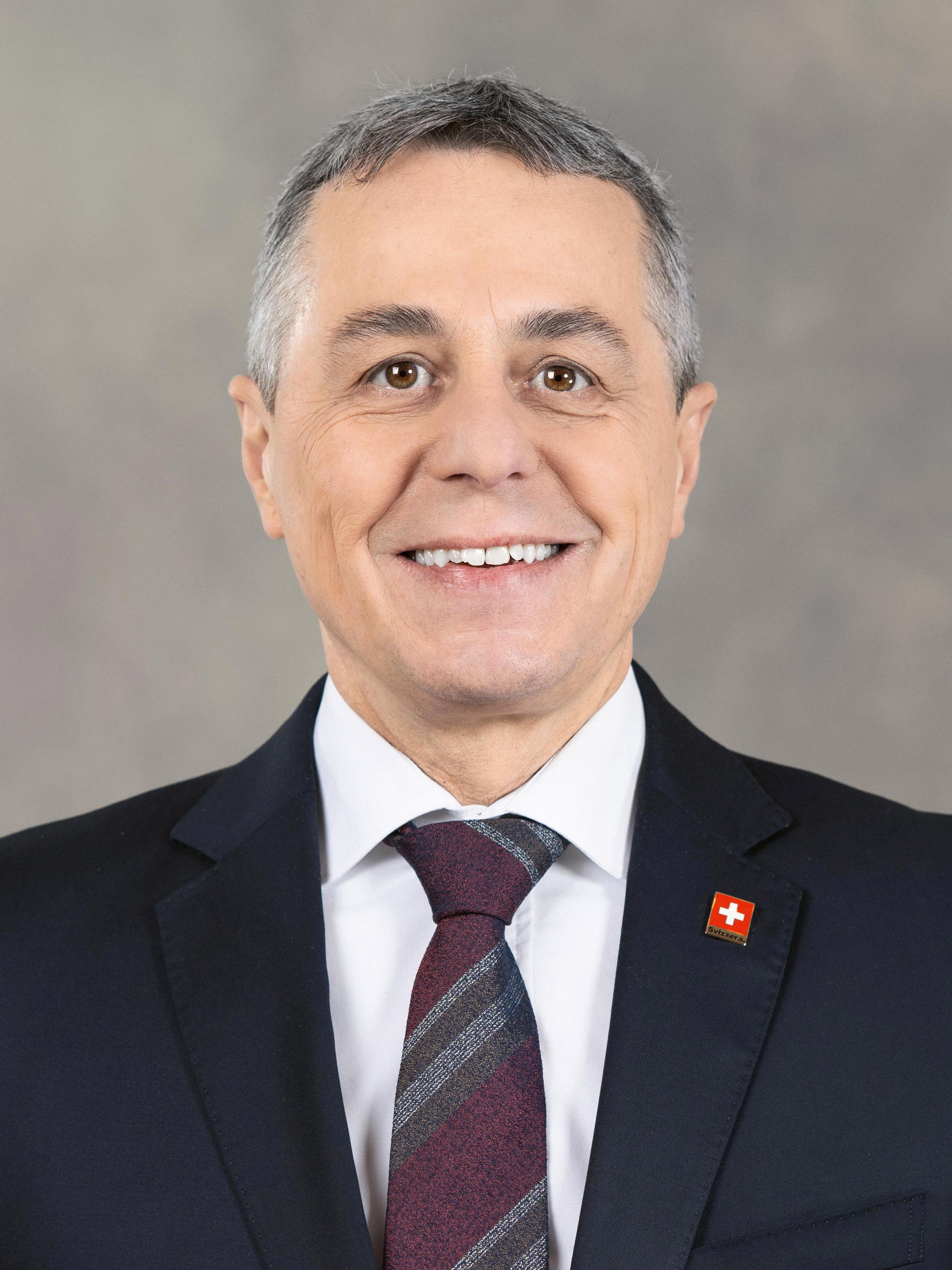
Ignazio Cassis (offizielles Porträt für das Jahr 2025)

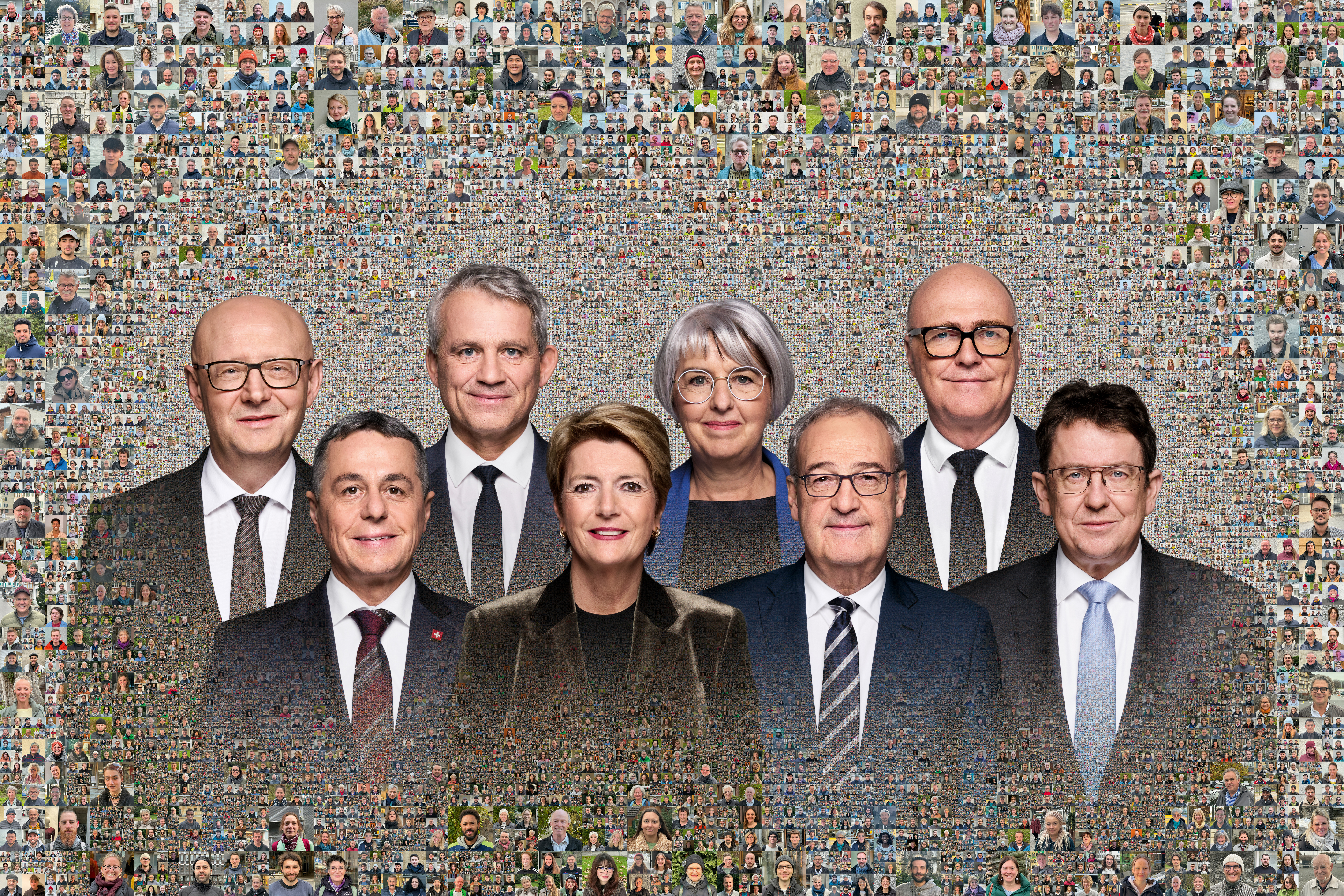
Ignazio Cassis (zweiter von links) auf dem offiziellen Bundesratsfoto 2025

Ignazio Daniele Giovanni Cassis (erster Vorname, italienische Aussprache: [iɲˈɲat͡s.t͡sjo]; * 13. April 1961 in Sessa; heimatberechtigt in Biasca und Sessa) ist ein Schweizer Politiker (FDP). Am 20. September 2017 wählte ihn die Vereinigte Bundesversammlung als Nachfolger von Didier Burkhalter (FDP) in den Bundesrat. Seit seinem Amtsantritt am 1. November 2017 ist er Vorsteher des Eidgenössischen Departements für auswärtige Angelegenheiten EDA. Cassis war im Jahr 2022 Bundespräsident der Schweizerischen Eidgenossenschaft.

## Leben

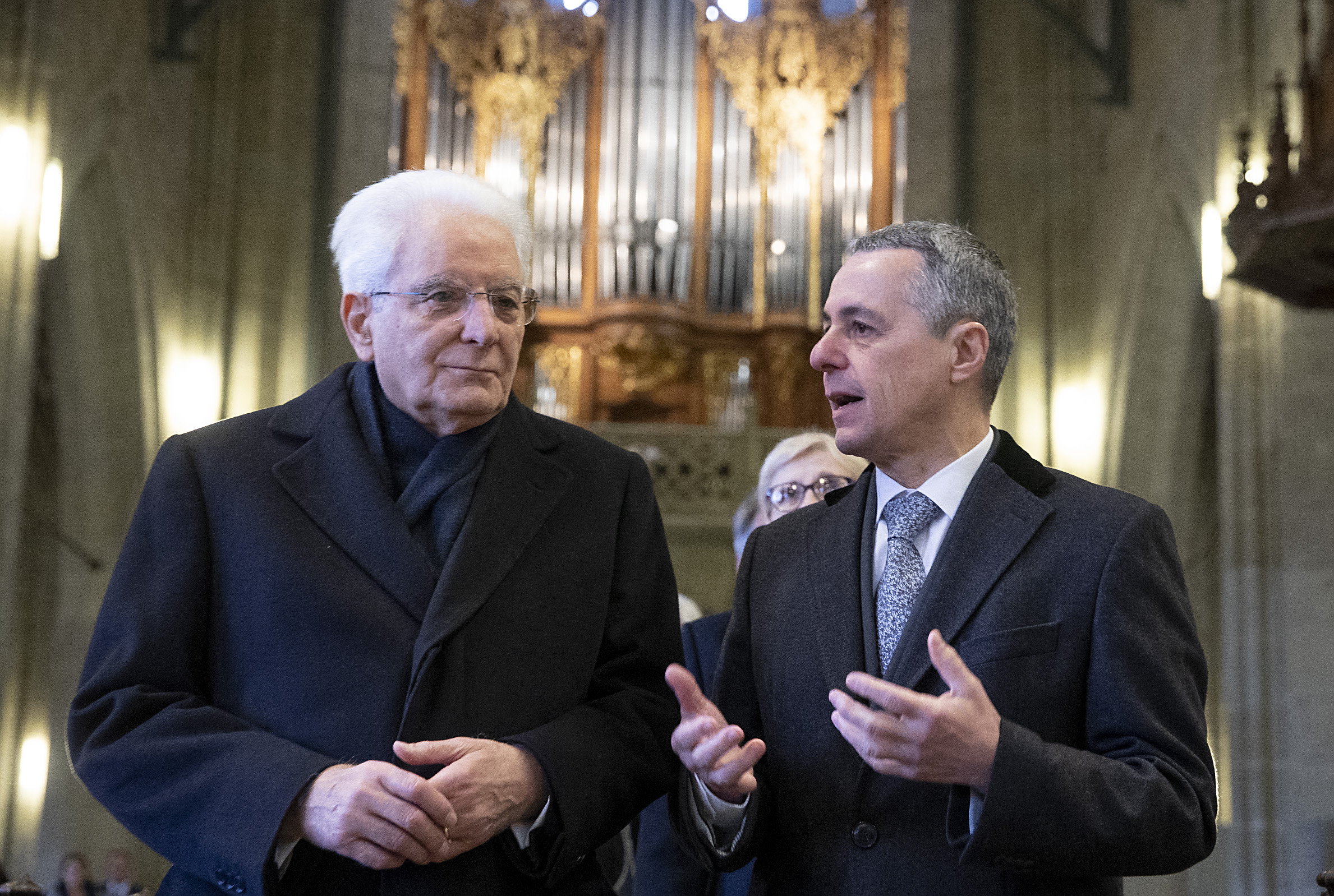
Präsident der Republik Italien Sergio Mattarella mit Bundespräsidenten Ignazio Cassis im Berner Münster

Ignazio Cassis’ Grosseltern väterlicherseits waren vom grenznahen Luino (Italien) in die Tessiner Nachbargemeinde Sessa eingewandert. Der Vater Luigi Daniele (Gino) Cassis war zuerst Bauer, bevor er für die Baloise Versicherung arbeitete, seine Mutter Mariarosa kümmerte sich um den Haushalt. Bei seiner Geburt hatte Ignazio Cassis die italienische Staatsangehörigkeit seines Vaters. Zusammen mit seinen drei Geschwistern erhielt er 1976 auf Antrag seines Vaters das Schweizer Bürgerrecht, nachdem der Kanton Tessin kurz zuvor die erleichterte Einbürgerung für Jugendliche eingeführt hatte. Da Cassis als Minderjähriger die italienische Staatsbürgerschaft nicht ablegen konnte, war er fortan Doppelbürger, was die Schweizer Gesetze bis 1992 nur in Ausnahmefällen zuliessen. Im Rahmen seiner Bundesratskandidatur 2017 verzichtete er auf die italienische Staatsbürgerschaft.
Ignazio Cassis studierte Medizin an der Universität Zürich (Arztdiplom 1987). Er spezialisierte sich anschliessend in Innerer Medizin und Public Health (Master in Public Health 1996). 1998 wurde er bei Fred Paccaud an der Universität Lausanne zum Dr. med. promoviert. Von 1996 bis 2008 war er Tessiner Kantonsarzt. Im Militär wurde er, nach einer Gebirgsinfanterie-Rekrutenschule als Trompeter, aufgrund seines Medizinstudiums Bataillonsarzt (Major) im Stab des Tessiner Gebirgsschützenbataillons 9, danach war er im Stab des Oberfeldarztes tätig.

## Politik
Cassis war von 2004 bis 2014 Gemeinderat in Collina d’Oro. Im Juni 2007 rutschte er in den Nationalrat nach als Nachfolger von Laura Sadis, die in die Tessiner Regierung gewählt wurde. Als Nationalrat war er unter anderem Mitglied der Kommission für Soziale Sicherheit und Gesundheit. Bei den eidgenössischen Wahlen 2011 und 2015 schaffte er die Wiederwahl problemlos. Seit 2015 bis zu seiner Wahl in den Bundesrat präsidierte er die FDP-Bundeshausfraktion. Von 2008 bis 2012 war er Vizepräsident der Schweizer Ärztevereinigung FMH.
Während seiner Zeit als Nationalrat präsidierte Cassis zudem den Heim-Verband Curaviva, die Equam-Stiftung zur Qualitätsförderung von Hausarztpraxen und die Gesundheitsstiftung Radix und war zeitweise Vizepräsident der Freundschaftsgruppe Schweiz-Israel. Zudem war Cassis von Ende 2015 bis zu seiner Wahl in den Bundesrat Präsident des Krankenkassenverbands Curafutura. Er wurde daher auch als «Lobbyist der Krankenkassen» bezeichnet.
Nach der Rücktrittsankündigung von Bundesrat Didier Burkhalter wurde Cassis am 20. September 2017 im zweiten Wahlgang in den Bundesrat gewählt. Schon zuvor galt er als aussichtsreichster Kandidat für die Nachfolge von Didier Burkhalter, insbesondere deshalb, weil der Kanton Tessin 18 Jahre nach dem Rücktritt von Flavio Cotti auf eine erneute Vertretung in der Landesregierung drängte und der Sitz der FDP.Die Liberalen im Bundesrat unbestritten war. Seinen Sitz im Nationalrat erbte Rocco Cattaneo.
Am 9. Dezember 2020 wurde Cassis mit 162 gültigen Stimmen der Vereinigten Bundesversammlung für das Jahr 2021 zum Vizebundespräsidenten gewählt. Am 8. Dezember 2021 wählte ihn die Vereinigte Bundesversammlung mit 156 von 197 gültigen Stimmen für das Jahr 2022 zum Bundespräsidenten.

## Kritik

### Waffenlobby
Neun Tage vor der Bundesratswahl 2017 trat Cassis der Waffenlobby Pro Tell bei. Dies sei «naiv» (Kathy Riklin) und «peinlich» (Eric Nussbaumer), sagten Aussenpolitiker, da der Verein den Austritt aus dem Schengen-Raum in Kauf nimmt. Aufgrund der Kritik trat Cassis aus der Lobby-Organisation aus.

### EU-Rahmenabkommen
Cassis wird vorgeworfen, bei den Verhandlungen mit der Europäischen Union über ein Rahmenabkommen viel Zeit und Vertrauen verloren zu haben. Er wurde insbesondere vom Bundesrat und Gewerkschaften kritisiert, weshalb er letztlich seinen treuen Weggefährten und EU-Chefunterhändler Roberto Balzaretti durch Livia Leu ersetzte, da man diesem nicht zutraute, mit der Europäischen Union hart und erfolgreich genug zu verhandeln.

### Tabak-Sponsoring
Der Schweizer Pavillon bei der Expo Weltausstellung in Dubai sollte vom Tabakkonzern Philip Morris gesponsert werden. Cassis verteidigte dies, bis er der Empörung nachgab und den Konzern wieder auslud. Unklar blieb, wie stark Cassis selber von Beginn an über die Pläne mit Philip Morris informiert war. Gemäss Nicolas Bideau, Direktor von Präsenz Schweiz, war die Partnerschaft mit Cassis abgesprochen worden. Cassis hingegen erklärte, nichts davon gewusst zu haben.

### Foto mit Lawrow
Anlässlich der UNO-Generaldebatte im September 2022 traf Ignazio Cassis den russischen Aussenminister Sergei Lawrow. Daraufhin veröffentlichte das russische Aussenministerium ein Foto, auf welchem die beiden Politiker händeschüttelnd posieren und Cassis gutgelaunt in die Kamera lächelt. Dieses Bild sorgte für Kritik, da es am Tag der Bekanntgabe der russischen Teilmobilmachung entstand.

### Russland-Sanktionen
Unmittelbar nach dem Angriff Russlands auf die Ukraine gab Cassis keine klare Antwort auf die Frage nach einer Beteiligung der Schweiz bei Sanktionen gegen Russland. Cassis überliess Nachfragen verschiedenen Fachpersonen aus dem Aussen- und Wirtschaftsdepartement. Erst nach Kritik im In- und Ausland schloss sich die Schweiz den Sanktionen der Europäischen Union an.

### Position bezüglich Israel
Vor seiner Wahl zum Bundesrat war Cassis Vizepräsident der Freundschaftsgruppe Schweiz-Israel. Kritiker werfen dem Bundesrat vor, auch als Aussenminister zu sehr die Position Israels zu vertreten.
- Der Schweizer Botschafter in Tel Aviv Simon Geissbühler schlug wegen der humanitären Katastrophe Alarm und forderte von Cassis mehr Druck auf die Regierung Netanyahu.[23]
- 55 ehemalige EDA-Diplomaten wandten sich in einem offenen Brief an den Aussenminister. Darin forderten sie ihn auf, «konkrete Massnahmen im Sinne der Genfer Konventionen und der UNO-Resolutionen zu ergreifen».[24]
- SP-Nationalrat Fabian Molina bemängelte in einer parlamentarischen Anfrage die  Aussagen von Aussenminister Cassis, der behauptete, dass beide Parteien, Israel und die Hamas, verhinderten, dass humanitäre Hilfe nach Gaza gelange.[25]
- Über 250 Mitarbeitende des EDA forderten von Cassis eine klare Haltung im Gaza-Konflikt. Statt einer Antwort erhielten sie Anrufe der Personalabteilung. Der Personalverband des Bundes bezeichnete die systematischen Anrufe als Einschüchterungsversuch.[26]

## Privates
Cassis wohnt in Montagnola und ist mit Paola Rodoni Cassis verheiratet. Infolge nutzt er den sogenannten Bundesratsjet des Lufttransportdienst des Bundes relativ häufig auf der Strecke von Bern nach Lugano. Zu seinen Hobbys zählen Trompete und Laufsport.

## Schriften
- Mit Ivo Giulietti: Il medico cantonale. Dalla sua istituzione ai giorni nostri 1924–2008. Storia Medica Ticinese, Cadenazzo 2009.